# Lucio Marengo
Lucio Marengo (Bari, 1º giugno 1942) è un politico italiano.